# Gloria La Riva
Glória Estela La Riva (Albuquerque, Novo México, Estados Unidos, 13 de agosto de 1954) é uma política estadounidense vinculada ao Partido Socialismo e Libertação. Foi a candidata desse partido para as eleições presidenciais de 2008. La Riva lançou a sua campanha presidencial em janeiro de 2008, levando a Eugene Puryear como candidata a vice-presidente. Em 2016 voltou a apresentar-se nas eleições presidenciais, junto ao mesmo partido. Dennis Banks, activista do povo ojibwa, foi seu colega de chapa, com o que obteve 254 607 votos respectivamente.

## Corrida política
Em 1994 e 1998 foi candidata a governadora do estado da Califórnia pelo Partido Paz e Liberdade. Em 1984, 1988 e 1996 apresentou-se como candidata independente para o cargo de vice-presidente. Foi a organizadora de várias manifestações em massa que se opunham à guerra do Iraque. A sua vez, é a coordenadora do «Comité Nacional para a Liberdade dos Os cinco cubanos presos nos Estados Unidos», tendo trabalhado durante décadas para pôr fim às hostilidades entre Estados Unidos e Cuba.
A UPeC (União de Jornalistas de Cuba) outorgou-lhe a distinção Félix Elmuza ―estabelecida pelo Conselho de Estado da República de Cuba em honra a Félix Elmuza (jornalista cubano integrante do Granma assassinado pela ditadura batistiana)―.
Nas eleições presidenciais de 2008, recebeu 7478 votos, ocupando o nono lugar em maior quantidade de votos.